# 국민체육진흥공단
서울올림픽기념국민체육진흥공단은 제24회 올림픽대회를 기념하고 기금의 조성, 운용 및 체육과학의 연구를 목적으로 1989년 4월 특수법인으로 설립된 문화체육관광부 산하 기금관리형 준정부기관이다. 흔히 국민체육진흥공단 (國民體育振興公團, Korea Sports Promotion Foundation)이라 약칭한다. 경륜·경정·스포츠토토 사업 등을 통해 조성한 기금으로 생활·전문·학교체육 진흥사업과 체육과학 연구 및 스포츠산업 육성 등에 지원하고 있다. 서울특별시 송파구 올림픽로 424 올림픽회관에 위치하고 있다.
1981년 11월 2일 창설되어 1989년 4월 3일 해산한 '서울올림픽 조직위원회'의 자원을 승계하여 만들어졌다. 조직위원회가 사실상의 설립 모체이다. 설립 근거는 국민체육진흥법이다.

## 연혁
- 1989년 4월 1일 : 국민체육진흥공단 설립
- 1990년 7월 1일 : 한국체육산업개발(주) 설립
- 1990년 9월 1일 : 올림픽유스호스텔 개관
- 1994년 10월 1일 : 경륜 사업 개시
- 1995년 3월 1일 : 한국스포츠TV 개국
- 1999년 1월 1일 : 체육과학연구원 통합
- 2001년 9월 1일 : 체육진흥투표권(스포츠토토) 사업 개시
- 2002년 6월 1일 : 경정 사업 개시
- 2006년 2월 1일 : 광명돔경륜장 개장
- 2010년 4월 1일 : 투르 드 코리아 2010 개최
- 2014년 2월 1일 : 한국체육과학연구원 명칭 변경(한국스포츠개발원)
- 2016년 1월 1일 : 체육인재육성재단 통합
- 2018년 4월 1일 : 한국스포츠개발원 명칭 변경(한국스포츠정책과학원)

## 주요기능 및 역할
- 국민체육진흥기금의 조성ㆍ운용
- 체육단체 및 생활체육진흥사업 지원
- 제24회 서울올림픽 기념사업 수행
- 체육시설의 설치 및 관리
- 체육과학의 연구ㆍ보급 및 스포츠산업 육성

## 조직

### 이사장
- 상임감사
  - 감사실
- 이사회
- 홍보실

#### 전무이사
- 안전경영단
- 경영혁신본부
- 스포츠진흥본부
- 스포츠산업본부
- 기념사업본부

#### 경륜/경정총괄본부
경륜/경정사업본부
- 사업기획실
- 건전화혁신실
- 사업서비스실
- 11지점,3사업소
- 경륜경주실
  - 경륜기획실
  - 경륜심판실
  - 경륜선수지원팀
  - 경륜훈련원
- 경정경주실
  - 경정기획실
  - 경정심판실
  - 경정선수지원팀
  - 장비운영팀
- 디지털콘텐츠실
  - 정보지원팀
  - 발매전산팀
  - 방송팀

#### 한국스포츠정책과학원
- 연구기획기원실
- 스포츠정책연구실
- 스포츠과학연구실
- 스포츠산업연구실